# RCTV
RCTV (acrònim de Radio Caracas Televisión) va ser un canal de televisió oberta veneçolà fundat el 15 de novembre de 1953 per l'empresari i explorador William Phelps Tucker. Era el tercer canal del país fins a 2007, el més antic al nivell nacional després de la desaparició de les estacions Televisora Nacional i Televisa. Era propietat d'Empresas 1BC.

## Història

### Antecedents i la inauguració de la planta
RCTV va ser afavorida per la Corporació Radiofònica de Veneçuela (Coraven), empresa propietat de William H. Phelps Jr., el Grup Phelps i l'estatunidenca RCA. Aquesta va ser la segona cooperació entre Phelps i RCA després d'introduir la ràdio a Veneçuela en 1930 a través de l'emissora 1 Broadcasting Caracas o 1BC, avui coneguda com a RCR.
El 12 d'agost de 1952, l'empresa va remetre una carta a Eduardo Arriaga Barreto, qui era Director de Telecomunicacions del Ministeri de Transport i Comunicacions de l'època en la qual va sol·licitar el permís per a instal·lar l'emissora de televisió.
El 20 de setembre de 1952, l'esmentat funcionari va contestar aprovant la sol·licitud i establint la seva cobertura en àrea metropolitana de Caracas, en el canal 7, amb imatges de 625 línies i 25 imatges/segon corresponents a l'avui denominat Sistema N de la UIT.
Aconseguit el permís, el 18 d'agost de 1953 s'estableix la societat amb la denominació de Radio Caracas Televisión, S. a. durant el govern del general Marcos Pérez Jiménez. El mes de setembre, comencen els assajos de transmissió i s'inaugura oficialment el 15 de novembre.
Per a l'estrena de la planta es transmet la trobada entre els equips de Cuba i Veneçuela de la XIV Campionat Mundial de Beisbol Amateur realitzat el 8 d'octubre en el recentment fundat Estadi de la Ciutat Universitària de Caracas.
El 16 de novembre es transmet el ballet Las Sílfides, amb el Ballet Nena Coronil. El primer programa que s'emet és el musical "Fiesta". El segon, va ser una versió televisiva de la revista veneçolana El Farol que porta el mateix nom; i després, un espai dirigit per l'actriu i presentadora Peggy Walker en el qual es presenta una actuació del cantant, tenor i compositor Alfredo Sadel.
Els primers directius de la televisora van ser els empresaris José Marcano Coello, Peter Bottome, Armando Enrique Guía, Guillermo Tucker Arismendi, William H. Phelps i Antonio Ortol.

### Anys 1950

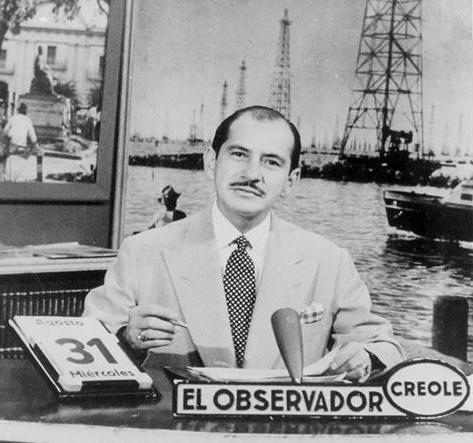
El Observador Creole transmès des de 1953 per Francisco Amado Pernía.

El 16 de novembre de 1953 va sortir a l'aire el primer noticiari regular de la televisió veneçolana. Es va dir El Observador Creole, i va estar en pantalla gairebé 20 anys, sota la conducció del locutor veneçolà Francisco Amado Pernía. Aquest noticiari rep el nom de "creole", al costat d'altres programes, a causa del patrocini de l'empresa Creole Petroleum Corporation.
La planta televisiva comença a presentar espais de teleteatre com Kaleidoscopio, Teatro del lunes, Gran teatro, Ciclorama, Cuentos del Camino i Candilejas.
En 1954 sorgeix el primer programa cultural de la planta, denominat Anecdotario, amb la finalitat de representar teatralment grans obres de la literatura universal. Poc abans de complir un any en l'aire, RCTV fa la cobertura en viu de la inauguració del Hotel Tamanaco. El canal va incrementar el nombre d'hores de transmissió a l'aire, iniciant la seva programació des del migdia i més endavant des del matí, mentre la resta dels canals existents només transmetia en hores de la nit. Internament, va incrementar la quantitat d'estudis, equips, personal capacitat per a laborar tant en la part tècnica com en la part administrativa, així com també en l'artística.
El Show de las Doce, conduït per Víctor "El Tío" Saume ota el patrocini de Lucky Strike, es va convertir no sols en la primera revista de varietats del país, sinó també en furor de sintonia en el migdia, un horari de consum audiovisual fins llavors desacostumat per als televidents.
En aquesta mateixa etapa s'inscriu també La perfecta ama de casa amb Ana Teresa Cifuentes, el programa pioner de tots els espais de cuina, consells per a la llar i manualitats que s'han transmès a Veneçuela des de 1954 fins avui.
Aquest any l'estació presenta la seva primera telenovel·la sota l'auspici de la marca de sabó Camay, portant també aquest nom, de 15 minuts de durada, realitzada en viu. Li van seguir Palmolive (1956), La Única (1957) y La novela LM (1957).
Un dels programes d'orquestra més famosos va ser "La Media Jarra Musical", que presentava Luis Alfonzo Larrain al capdavant de la seva banda.
El mes de desembre de 1954, RCTV va començar a transmetre simultàniament a través dels canals 2 i 7 a Caracas i els seus voltants.
En 1955, la planta presenta un noticiari matutí presentada pel locutor i productor televisiu Renny Ottolina, anomenat Lo de hoy. Aquest any, RCTV comença a transmetre exclusivament per a Caracas pel canal 2, des d'una planta situada a la urbanització La Colina. El mes de juliol es presten els primers serveis regulars d'RCTV per a l'interior del país. Va ser instal·lada una antena repetidora a Altamira, al sud del Llac de Valencia amb la finalitat de cobrir, a través del canal 7, Valencia, Maracay i les poblacions veïnes. Més tard, RCTV posa en funcionament l'antena repetidora de Curimagua, estat Falcón, perquè el senyal arribi a tot l'estat i les Antilles Holandeses d'Aruba, Curaçao i Bonaire, a través del canal 10. És la primera cobertura internacional de l'emissora.
El mes de març de 1956 comencen les operacions de l'estació repetidora d'Isla de Toas, a través de la qual arriba, pel canal 2, el senyal d'RCTV a l'estat Zulia. En setembre, RCTV instal·la una antena en la població de Pariata per a prestar els seus serveis al Litoral Central. En 1957, RCTV va ampliar la seva cobertura a nivell nacional.
El gener de 1957 RCTV millora les instal·lacions de Curimagua i aconsegueix oferir un senyal ininterromput per a Falcón i les Antilles Neerlandeses, a més de prestar els seus serveis des de Illa de Toas per a l'estat Zulia i els camps petroliers. El canal fa el mateix amb l'estat Lara a través del canal 3, transmetent des del turó El Manzano, a Barquisimeto. El 31 d'octubre, RCTV presta els seus primers serveis des del sector Vidoño a Puerto la Cruz per a cobrir la regió nord-oriental pel canal 3.
En 1958 surt a l'aire el primer programa de El Show de Renny, amb Renny Ottolina qui va incorporar en la producció diversos elements com un cos de ball, jingles d'identificació i propagandes transmeses en viu. És presentat l'espai d'opinió La Voz de la Revolución, donant d'aquesta manera, naixement a aquest format en la TV nacional. També en 1958, l'empresa incursiona en els programes humorístics, en contractar a Tito Martínez del Box, libretista i productor argentí, qui inicia La Gran Cruzada del Buen Humor, dins del Show de las 12 i que, a l'any següent, va canviar el seu nom per Radio Rochela presentat com a espai independent.
En els programes de varietats van actuar artistes com Pedro Infante, Libertad Lamarque, Pedro Vargas, Nat King Cole, Benny More, Celia Cruz, Kiko Mendive, Adilia Castillo, Alfredo Sadel, Conny Mendez, Magdalena Sánchez, Héctor Cabrera, Néstor Zavarce, Héctor Monteverde, Héctor Murga, Lia Toussaint, Carlos Almenar Otero, Mario Suárez, Juan Vicente Torrealba, Aldemaro Romero, Lila Morillo, Mirla Castellanos i Cherry Navarro, entre molts altres.

### Anys 1960
Arran de la fallida de Televisa (en 1960) es produeix la seva recompra i posterior redenominació per part del Grupo Cisneros com Venevisión, s'instaura al país un quadre de competència en la televisió veneçolana. Davant aquestes circumstàncies RCTV va establir polítiques publicitàries, oferint la televisió com un mitjà publicitari atractiu. Sense abandonar el concepte de Ràdio Rochela, en 1960 es transmet La craneoteca de los genios, el seu segon programa humorístic creat per Tito Martínez del Box i el libretista Menéndez Bardón.
En 1961, Radio Caracas Televisión (RCTV) va realitzar la primera experiència de transmissió de so estereofònic en televisió amb un programa de varietats conjuntament amb l'emissora Radio Caracas Radio.
Aquest any, la planta televisiva va patir un incendi que va destruir parcialment els estudis. Aquest incendi va afectar gairebé un 80% de les instal·lacions operatives de la planta, però malgrat el succeït, el dia del sinistre va sortir a l'aire amb una programació d'emergència. Més tard, el canal ofereix els primers serveis per a la ciutat de Puerto Cabello a través d'una antena en la Base Naval. El canal incorpora a les seves tecnologies, el 17 de setembre de 1961, la tecnologia de Vídeo Tape.
En 1962 RCTV demostra l'avançament en matèria electrònica que existeix a Veneçuela, posant en funcionament el primer selector d'imatges fabricat enterament al país. En aquest mateix any presta els seus primers serveis a l'estat Táchira i el norte de Santander de la República de Colòmbia des de l'antena en l'erm El Zumbador.
El 24 d'agost de 1963 es realitza la primera transmissió via microones, des de les antenes de Curimagua i Maracaibo. S'incorpora l'ús de l'apuntador electrònic.
En 1963 durant set anys es transmet cada 17 de desembre, El ocaso de un sol, unitari que recrea la vida del Libertador. Fou escrit per Alfredo Cortina, protagonitzat per l'actor peruà Luis Muñoz Lecaro, dirigit per José Antonio Ferrara i presentat per Rubén Darío Villasmil.
En 1964 RCTV estrena nous transmissors a les muntanyes al sud-est de Puerto la Cruz i Barcelona er a oferir un servei d'alta qualitat cobrint, a través del canal 3 de l'Illa Margarita, a Cumaná, Barcelona, Puerto La Cruz, Puerto Píritu i zones circunvecinas dels estats Sucre i Anzoátegui. Més tard inaugura els transmissors de Pico Terepaima, al sud de Barquisimeto, per a prestar serveis de qualitat als estats Lara, Yaracuy i Portuguesa a través del canal 3; i el de Maracaibo cobrint amb millor qualitat d'imatge i so a l'estat Zulia. Al novembre, des de Pico Zamuro, Trujillo, RCTV transmet la seva senyl a les poblacions de Trujillo, Valera, Biscucuy, Boconó, Guanare, i zones circunvecinas.
La cantant Mirla Castellanos i el comediant Miguel Ángel Landa van marcar la pauta en el programa humorístic musical titulat "El y Ella".
En 1965 surt a l'aire El Derecho de Nacer, telenovel·la original de Félix B. Caignet amb Raúl Amundaray, Conchita Obach i Amalia Pérez Díaz, entre d'altres. Va durar 600 capítols.
El 16 de maig de 1965, RCTV posa en servei el transmissor del telefèric de Mérida, per a cobrir l'estat. Gràcies a aquest equip Ràdio Caracas Televisió cobreix la regió andina.
En els anys 1960, pesi al Reglament de Radiocomunicacions vigent, alguns canals accepten adquisicions parcials per part de cadenes televisives estatunidenques. CBS, compra el 20% de la participació d'RCTV.
El 17 de juliol de 1969 es va crear el Comitè Nacional de Telecomunicacions organisme rector de les telecomunicacions a Veneçuela i aquest dia, Ràdio Caracas Televisió, per mitjà de la seva recentment instal·lada antena rastrejadora de satèl·lits en Maracaibo, envia a la teleaudiència veneçolana la primera transmissió de televisió internacional a Veneçuela: una conferència de premsa dels astronautes estatunidencs que viatjarien a la Lluna l'endemà. Tres dies després, Radio Caracas Televisión (RCTV) va transmetre, en viu i directe i de manera exclusiva, la primera visita de l'home a la Lluna.
En la dècada de 1960, en Ràdio Caracas Televisió (RCTV) les telenovel·les van deixar de tenir mitja hora de durada per a aconseguir una hora completa. Els clàssics més destacats per a aquest moment van ser El Derecho de nacer de Félix B. Caignet, que va durar dos anys i que protagonitzaren Conchita Obach i Raúl Amundaray; i la Historia de Tres Hermanas, transmesa setmanalment i protagonitzada per Eva Blanco, Eva Moreno i Doris Wells, al costat d'Oscar Martínez, Raúl Amundaray, Tomás Henríquez, América Barrio, Guillermo González i Luis Calderón. Altres telenovel·les que van impactar en aquests anys van ser El Engaño, La Tirana, Cristina, La Usurpadora, La Indomable, Chinita, mi amor, Raquel y La Italianita.

### Anys 1970
En la dècada de 1970, a Radio Caracas Televisión (RCTV) les telenovel·les van deixar de tenir mitja hora de durada per a aconseguir una hora completa. Els clàssics més destacats per a aquest moment van ser El Derecho de nacer de Félix B. Caignet, que va durar dos anys i que estelaritzaren Conchita Obach i Raúl Amundaray; i la Historia de Tres Hermanas, transmesa setmanalment i protagonitzada per Eva Blanco, Eva Moreno i Doris Wells, al costat d'Oscar Martínez, Raúl Amundaray, Tomás Henríquez, América Barrio, Guillermo González i Luis Calderón. Altres telenovel·les que impactaren en aquests anys van ser El Engaño, La Tirana, Cristina, La Usurpadora, La Indomable, Chinita, mi amor, Raquel i La Italianita.
El 31 de maig de 1970, Radio Caracas Televisión (RCTV) va transmetre en viu i en exclusiva el Mundial de Futbol des de Mèxic, sent el primer mundial que es veia en la televisió veneçolana (s'usen els primers senyals cromàtics, durant la transmissió del Mundial de Futbol, realitzat a Mèxic. No obstant això, per exigència del govern nacional, el canal es veu obligat a utilitzar filtres electrònics). Durant aquest esdeveniment esportiu, el Rei Pelé va marcar el seu gol número 1.000. Més tard, RCTV transmetria també el Mundial Infantil, el beisbol i el básquetbol nacional.
En 1971, s'inicia Teverama Florida C.A. empresa creada per RCTV i Venevisión per a distribuir programació nacional de diferents canals. En 1982 RCTV se separa d'aquesta societat i forma Coral Pictures C.A. que anys més tard es transforma en RCTV Internacional Corporation. El 16 de novembre d'aquest any s'inicia Producciones Cinematográficas Paramaconi, empresa filial de Radio Caracas Televisión especialiyzada en cinematografia.
En 1972, la filial veneçolana de l'empresa petroliera Creole Petroleum Corporation desfà la societat que mantenia amb RCTV des dels seus inicis i signatura nou contracte amb el canal Cadena Venezolana de Televisión, mudant El Observador Creole a aquesta empresa. Arran d'això, RCTV funda la seva Divisió Informativa i sorgeix el seu propi espai de notícies El Observador Venezolano, més tard conegut sol com El Observador.
El 30 d'agost de 1973, RCTV inaugura una estació transmissora en Punta de Mulats, entre La Guaira i Macuto, per a oferir recepció millorada al públic de la zona del Litoral.
El 23 de juny de 1974 RCTV porta els seus primers senyals a Ciudad Bolívar, a través del canal 3, i en juliol a Puerto Ordaz, pel canal 2. En 1974, el canal incursiona en la producció de televisió a color, quan presenta l'adaptació realitzada pel dramaturg José Ignacio Cabrujas de la novel·la Doña Bárbara, de l'escriptor veneçolà Rómulo Gallegos. Aquesta producció va ser la primera telenovel·la veneçolana que es va transmetre en Europa. Canaima i Cantaclaro completarien la trilogia.
En 1975 RCTV inicia la comercialització internacional dels seus programes, creant Proyecciones Orinoco, que posteriorment es convertiria en Coral Pictures. Alguns d'aquests programes van ser traduïts a més de 15 idiomes i transmesos en més de 40 països.
El 31 de març de 1976, RCTV va ser tancat 72 hores pel govern de Carlos Andrés Pérez, a causa de la divulgació d'informacions exclusives sobre el segrest de l'industrial estatunidenc, William Niehous.
En 1977, desenvolupa el concepte de "telenovel·la cultural" con La hija de Juana Crespo i després La Señora de Cárdenas, que van presentar a l'audiència histories que anaven des del desig de la superació econòmica i professional, fins a la infidelitat i turbulències en el matrimoni. A aquesta oferta de produccions dramàtiques es van incorporar adaptacions de novel·les de Rómulo Gallegos com La Trepadora, Pobre Negro, Canaima, Sobre la misma tierra i La Balandra Isabel llegó esta tarde del també escriptor veneçolà Guillermo Meneses. Tanmateix, després de la transmissió de La Hija de Juana Crespo, RCTV abandonà les adaptacions per la televisió.
No obstant això en 1978, RCTV va presentar La Fiera, telenovel·la que va ser una adaptació a l'ambient veneçolà de la novel·la Els germans Karamazov, de l'escriptor rus Fiódor Dostoievski i que també va ser gravada a colors.
El 5 de gener de 1978, es van incendiar per segona vegada les instal·lacions de Ràdio Caracas Televisió, deixant pèrdues materials, especialment de cintes d'arxiu de programes històrics, tals com els conduïts per Renny Ottolina ("El Show de Renny" i "Renny presenta"), així com les primeres transmissions de Rsdio Rochela de 1959 a 1978. També aquest any, en aliança amb Telemundo i posteriorment amb Telecadena Pérez Perry, totes dues de Puerto Rico comencen la producció conjunta de telenovel·les. El 15 de novembre de 1978 neix la Fundación Academia Nacional de Ciencias y Artes del Cine y la Televisión, creada prr William H. Phelps en la que RCTV va tenir àmplia participació.
En 1979 surt a l'aire Estefanía, una altra producció gravada en color, protagonitzada, entre altres artistes com José Luis Rodríguez i Pierina España. Abans de finalitzar l'any, en iniciar l'1 de desembre de 1979, Ràdio Caracas Televisió, rep autorització per a transmetre la seva programació a colors, sota l'estàndard NTSC adoptat pel govern de llavors.Una setmana després, produeix i transmet amb aquesta nova tecnologia un espectacle musical: El 8è Festival de la OTI, que ho fa en conjunt amb Venevisión per a aconseguir una major cobertura en territori veneçolà.

### Anys 1980
En aquesta dècada, va ser produït el Ciclo de Oro de Rómulo Gallegos, basat en contes curts d'aquest escriptor i telenovel·les tals com Leonela, Topacio, Cristal i La dama de rosa. RCTV també presentà les sèries Gómez I i Gómez II, del dramaturg José Ignacio Cabrujas que narraren la història del dictador Juan Vicente Gómez interpretat pel primer actor Rafael Briceño. La presentació d'aquestes sèries van originar una demanda de 15 milions de bolívars de l'època en contra de José Ignacio Cabrujas i d'RCTV, introduïda pels fills i l'esposa del mort dictador al·legant que la producció estava plagada d'errors històrics i “lesiona el patrimoni moral de la família i (els) descendents del general Gómez”.
Noves suspensions de les transmissions d'RCTV, van ser ordenades pel govern de Luis Herrera Campins: en 1980, per 36 hores, per transmetre "narracions sensacionalistes, quadres ombrívols, i relats de fets poc edificants", com es va establir en la sanció; Marcel Granier va explicar en 2009 davant la Cort Interamericana de Drets Humans que aquesta informació no era sensacionalista, pel fet que un equip de recerca d' El Observador Venezolano, el noticiari principal de Radio Caracas, havia descobert que a l'Hospital de Nens Excepcionals de Catia La Mar hi havia un grup de nens amarrats als seus llits i bressols, amb cadenes i als qui no se'ls permetia sortir, no eren alimentats ni rebien afecte. Granier continua explicant que Ràdio Caracas Televisió va informar les autoritats, les quals es van negar a prendre cartes en l'assumpte i van intentar impedir la transmissió del cas. Corrent el risc, RCTV i Eladio Lárez van decidir transmetre la informació a través del programa Alerta. En 1981 són suspeses per 24 hores per la difusió de “una cinta de caràcter pornogràfic”; després d'un comercial d'un refresc, es van difondre tres segons d'una escena pornogràfica. Mai es va poder determinar el responsable de l'incident, però es va manejar la hipòtesi d'un sabotatge intern.
En 1981 s'inicien les transmissions dels espais Dimensión humana i Clásicos dominicales. El primer va ser un conjunt de programes conduïts pel presentador Napoleón Bravo que reflectien la situació del país, mentre que Clásicos dominicales va ser un espai dedicat a la música acadèmica universal inicialment conduït per Eladio Lárez, després per María Cristina Newman i finalment per la músic Isabel Palacios.
En 1983 RCTV inicia l'espai de televisió participativa A puerta cerrada, conduït inicialment pel periodista Nelson Bocaranda i després per la també periodista Marietta Santana, el qual es va mantenir a l'aire durant 14 anys. Al principi era un segment del maratonià matutí Lo De Hoy (pel que portava el nom Lo De Hoy A Puerta Cerrada) i des de 1987 passa a ser un espai independent. Aquest mateix any, l'espai de notícies canvia el seu nom a El Observador, el qual es va mantenir fins al final de les seves transmissions en 2012.
En 1984 el canal va ser amonestat per "ridiculitzar en forma humiliant” a l'espai Radio Rochela al llavors president i a la seva esposa.
El 1986 surt a l'aire Expedición, la primera sèrie ecològica i conservacionista produïda a Veneçuela i que va convertir RCTV en el canal pioner en aquest gènere. Aquest espai va ser venut als Estats Units, Espanya i Japó.
En 1987 la seu de l'empresa és mudada a la urbanització Los Cortijos de Lourdes a l'est de Caracas, on es va mantenir fins a 1996, quan torna al sector de Caracas de Cinquena Crespo.
En 1989, no sols RCTV, sinó tots els canals privats (inclosos Venevisión i Televen), van ser sancionats amb el tancament de 24 hores per ordre del govern de Carlos Andrés Pérez per transmetre publicitat vetllada de marques de cigarrets com Fortuna, Belmont i Ideal, contravenint la Resolució 1029 que el prohibia taxativament.

### Anys 1990

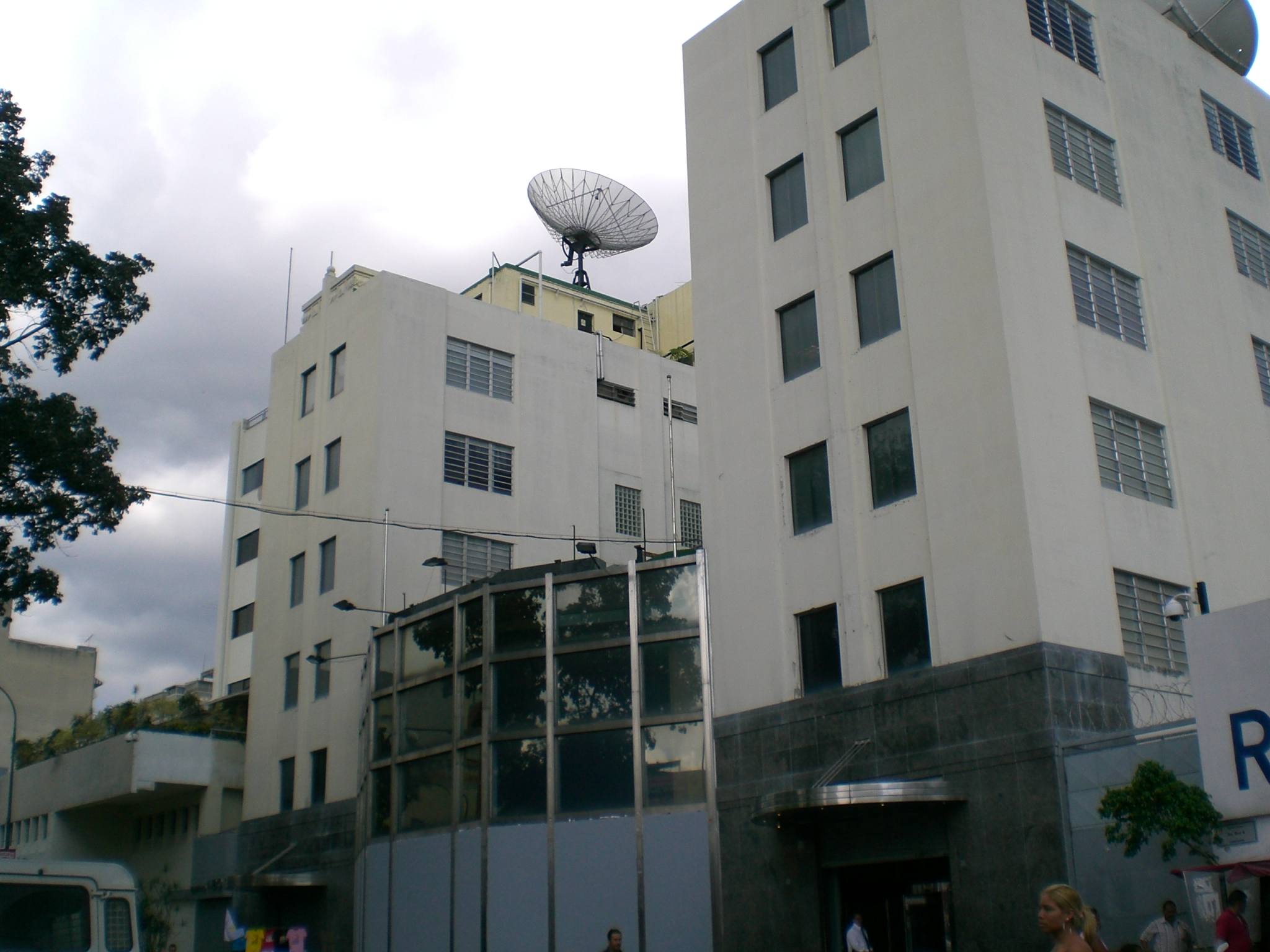
Instal·lacions principals de Radio Caracas Televisión a Caracas

Durant els primers anys dels anys 1990, Ràdio Caracas Televisió (RCTV) va desenvolupar programes unitaris, alguns d'ells basats en la recreació de fets reals, altres, constituïen la posada en pantalla de contes i novel·les curtes d'autors coneguts.
En 1991 RCTV es converteix en el primer canal a utilitzar el sistema d'edició Off line o Fora de línia.
El 3 de juny de 1992, enmig d'una forta situació polític social, RCTV va presentar la telenovel·la Por estas calles, de l'escriptor Ibsen Martínez, que va estar a l'aire fins al 30 d'agost de 1994, per la qual cosa és l'única telenovel·la amb 1342 transmissions (2 anys, 2 mesos i 27 dies). Els llibrets s'alimentaven de l'esdevenir diari. La van protagonitzar Marialejandra Martín, Franklin Virgüez, Gledys Ibarra, Aroldo Betancourt, Héctor Mayerston, Carlota Sosa, Carlos Villamizar, Roberto Lamarca i Roberto Moll. Cal destacar que la transmissió d'un capítol enmig d'una trobada clau de la sèrie semifinal de la LVBP al gener de 1993 va significar la pèrdua dels drets de transmissió d'aquesta, la qual cosa va motivar que la lliga signés contracte amb Venevisión i Televen aquest mateix any.
El 1993 per primera vegada, RCTV va presentar una telenovel·la que va combinar dibuixos animats amb actors reals, titulada Dulce ilusión basada en una adaptació del conte La ventafocs.
En 1995, amb l'objectiu d'obtenir major nitidesa i resolució en els colors, RCTV inaugura el primer estudi que utilitza tecnologia de Vídeo Component i substitueix l'ús senyal analògic per a la producció de programació per senyal digital.
El 9 de novembre de 1996, l'empresa canvia la seva identitat corporativa, i reemplaça el tradicional logotip de quadrats negre i blanc amb el lleó i escut de Caracas per un fet amb traços amb els colors de la bandera veneçolana i quatre esferes blaves, amb les inicials del canal. Abans d'aquest canvi de logo, va tenir per unes setmanes, un amb solo les inicials del canal, amb dues variants en les tipografies. Prèviament, s'havia deixat entreveure entre juliol i agost d'aquest mateix any enmig de la transmissió dels Jocs Olímpics d'Atlanta.
En 1997 RCTV es converteix en el primer canal llatinoamericà que automatitza els serveis informatius, des de la redacció de continguts fins a la sortida a l'aire, per a això adopta el format DVC Pro. En 1999 s'adopta el Betacam Digital i s'introdueix la tècnica cinematogràfica en la il·luminació d'exteriors.

### Anys 2000

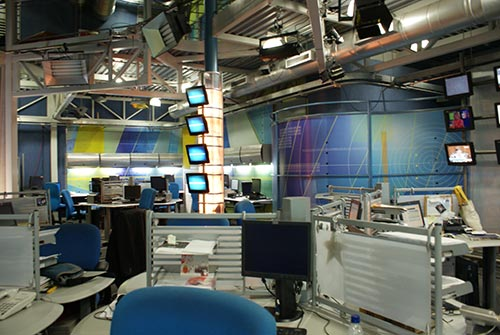
Centro Nacional de Noticias de RCTV

Durant la dècada de 2000 el canal realitzaria reeixides telenovel·les com Mis 3 hermanas, Juana, la virgen, La mujer de Judas, Mi gorda bella, Trapos íntimos, Estrambótica Anastasia, Mi prima Ciela, Toda una dama i La Trepadora.
En el segon semestre de l'any 2000, el canal adquireix a les empreses angleses ITV, i obté el dret de transmetre el seu primer programa de concursos de franquícia: Who Wants to Be a Millionaire?, que inicia les seves transmissions el dia 23 d'agost de 2000.
RCTV va inaugurar el dilluns 18 de juliol de 2005, el seu Centre Nacional de Notícies en la seva seu de Quinta Crespo, a Caracas que va comptar amb estudis equipats amb tecnologia avançada, una Sala de Premsa amb 35 estacions de treball, 10 cabines d'edició, 10 estacions de visualització, un departament de Digitalització, una sala gràfica, una sala per a la recepció de satèl·lit i microones. Aquest estudi en part era per a l'ús del noticiari El Observador.
El 15 de desembre de 2006, Radio Caracas Televisión incursiona en una nova activitat comercial en inaugurar la botiga Tu Tienda RCTV en les instal·lacions de la distribuïdora d'enregistraments Recordland de Caracas perquè el públic adquirís productes diversos relacionats amb la marca de l'estació televisiva.

## Tancament del canal
El 28 de desembre de 2006, el president Hugo Chávez va informar que no renovaria la concessió de RCTV, la qual acabaria el dia 27 de maig de 2007. El mandatari va sostenir que la negativa a la renovació es va deure a la suposada posició presa per RCTV durant el cop d'estat de 2002. A tot això, RCTV respon "No ens callaran!"
Quan el govern va notificar al canal que la concessió per al seu senyal d'emissió oberta vencia en 2007 i que no seria renovada, RCTV i el canal noticiós veneçolà Globovisión van acusar el govern de tancar el canal. Per a recolzar aquesta asseveració, els directius van al·legar que la concessió no es vencia fins a l'any 2021, però aquesta interpretació no va ser compartida pel govern veneçolà, que va declarar que la concessió es vencia en 2007. L'oposició veneçolana va fer ressò del primer punt de vista, i van realitzar moviments de carrer per a rebutjar la mesura presa pel Govern de Chávez, amb el crit «Un cor que crida», «Un amic és per sempre» i l'aclamat «Llibertat d'expressió»
A les 11.55 de la nit del diumenge 27 de maig de 2007 mostraven un vídeo en el qual els seus empleats, actors i altres figures cantaven l'Himne Nacional de Veneçuela per a acomiadar-se del canal després de 53 anys en l'aire.
A les 11.59 de la nit del diumenge 27 de maig de 2007, RCTV va finalitzar les seves transmissions. Immediatament després d'extingir-se el senyal del canal, el govern va expropiar els equips de transmissió de l'emissora per a passar a transmetre, minuts després, el senyal d'un nou canal estatal de servei públic anomenat TVes. Després d'aquest fet, RCTV va reprendre operacions a través de sistemes de televisió per subscripció al juliol del 2007, sota el nom de RCTV Internacional.

### RCTV Internacional
Al no ser-li renovada la seva concessió per a transmetre en senyal obert, el canal va adoptar el nom d'RCTV Internacional i va tornar a través dels sistemes de televisió per subscripció veneçolans el 16 de juliol de 2007 per a continuar amb la producció i difusió d'espais dramàtics.
Al novembre de 2009, RCTV Internacional va ser guardonada amb el premi Canal de televisió de l'Any atorgat per l'emissora radial de Caracas 99.1 FM Frecuencia Mágica
L'emissió d'RCTV Internacional va acabar el 24 de gener de 2010 per ordre de CONATEL, ja que segons aquest organisme, l'empresa no va complir amb la Llei de Responsabilitat Social en Ràdio i Televisió al no transmetre missatges oficials del govern veneçolà.
El 22 de febrer de 2010, el president d'Empresas 1BC, Marcel Granier, va assegurar que RCTV Internacional va ser inscrita, "sota protesta", com un "productor nacional" i amb la seva identitat canviada a RCTV Nacional.
El 5 de març, CONATEL va dictar una Provisió Administrativa, que va rebutjar la sol·licitud d'inscripció en el Registre de Prestadors de Serveis de Producció Nacional Audiovisual de Veneçuela per part de l'empresa.
El 25 de novembre de 2010 el Tribunal Suprem de Justícia (TSJ) va declarar improcedent un recurs sol·licitat per RCTV Internacional per a ser considerada com a cadena nacional o Productora de Televisió i reprendre el seu senyal a l'aire. El senyal no va tornar a les empreses de televisió per subscripció.
Actualment RCTV exerceix com a casa productora, on es realitzen programes per a altres cadenes tals com Televen i Meridiano Televisión, a més d'associar-se amb R.T.I. Producciones de Colòmbia i Televisa de Mèxic. En 2015 produiria en els seus estudis una novel·la de manera independent, aquesta es titula Piel salvaje, adaptació de La fiera. Mentre per 2016 produeix Corazón traicionado.

### RCTV Mundo
El 22 de febrer de 2010 el president de les Empreses 1BC, Marcel Granier, va anunciar el llançament d'un nou canal per subscripció denominat RCTV Mundo, a més va dir que els advocats de la televisora estan inscrivint en CONATEL a RCTV Internacional com a Productor Nacional Audiovisual, com a demanda la llei.
Segons Granier l'objectiu és mantenir la producció veneçolana a través d'RCTV Internacional, que va acceptar "sota protesta" la qualificació de producció nacional com va establir CONATEL. Mentrestant, RCTV Mundo busca afermar-se en la plataforma internacional. RCTV Mundo transmetria el 71% de la producció internacional i 29% de la nacional.

### Història de RCTV International Corporation
RCTV Internacional Corporation és una empresa pertanyent al grup 1BC que va ser fundada en 1982 als Estats Units d'Amèrica com a seu, amb la finalitat d'exportar telenovel·les a l'exterior. La seva labor continua en estar fusionada amb RCTV.

### 2013 – actualitat
El 20 d'octubre de 2013, RCTV crea el seu blog oficial en el qual es publiquen sèries, programes i telenovel·les transmeses pel canal entre els anys 1953 i 2010, tals com: Mi gorda bella, Mis 3 hermanas, La Inolvidable, Trapos íntimos, María de los Ángeles o Amor a palos, programes com Archivos del Más Allá, el programa humorístic Radio Rochela i el programa de càmera oculta Loco video loco formen part del contingut del blog, a part d'això en el mateix es publiquen notícies relacionades a RCTV, al món de l'entreteniment i de l'esdevenir en Veneçuela i el Món.
El 7 de setembre de 2015, la Cort Interamericana de Drets Humans (CIDH) va condemnar a l'Estat veneçolà i li va ordenar restablir la freqüència a Ràdio Caracas Televisió, al·legant que "En el present cas es va configurar una restricció indirecta a l'exercici del dret a la llibertat d'expressió produïda per la utilització de mitjans encaminats a impedir la comunicació i circulació de les idees i opinions". D'altra banda, sentencien que "l'Estat ha de prendre les mesures necessàries a fi de garantir que tots els futurs processos d'assignació i renovació de freqüències de ràdio i televisió que es duguin a terme, siguin conduïts de manera oberta, independent, transparent i pugui incursionar a la televisió digital terrestre".

## Possible retorn
El 23 de gener de 2019, l'autoproclamat president encarregat del país, i en realitat sense poder efectiu, Juan Guaidó, va retornar esperances als veneçolans de tornar a les pantalles el senyal de RCTV.